# Hanau-Lamboy
Lamboy ist ein Stadtteil von Hanau im Bundesland Hessen.

## Geografie
Lamboy ist der östlichste Bezirk der Kernstadt von Hanau. Er liegt östlich der Bahnstrecke Friedberg–Hanau, nördlich der Kinzig und hat rund 12.000 Einwohner. Hier leben überdurchschnittlich viele Kinder und Jugendliche: Der Anteil der unter 18-Jährigen liegt bei 21 Prozent, in Hanau insgesamt sind es 17,7 Prozent.
Zentrale Achse des Stadtteils ist die Lamboystraße. Im Norden des Stadtteils befindet sich das Industriegebiet Hanau-Nord mit Unternehmen aus Dienstleistung, Autohandel, Speditionen, Großhandel und großflächigem Einzelhandel. Im Süden, zur Kinzig hin, liegt das Wohngebiet „Tümpelgarten“, das ebenfalls zum Stadtteil gehört.

## Geschichte

### Historische Entwicklung

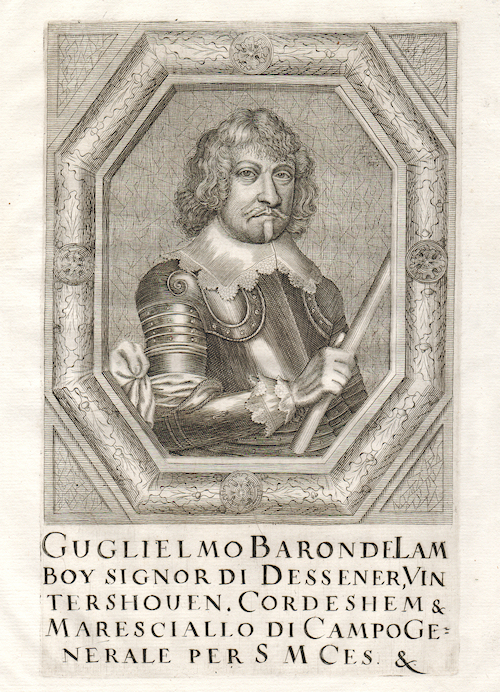
Der Namensgeber: Wilhelm von Lamboy

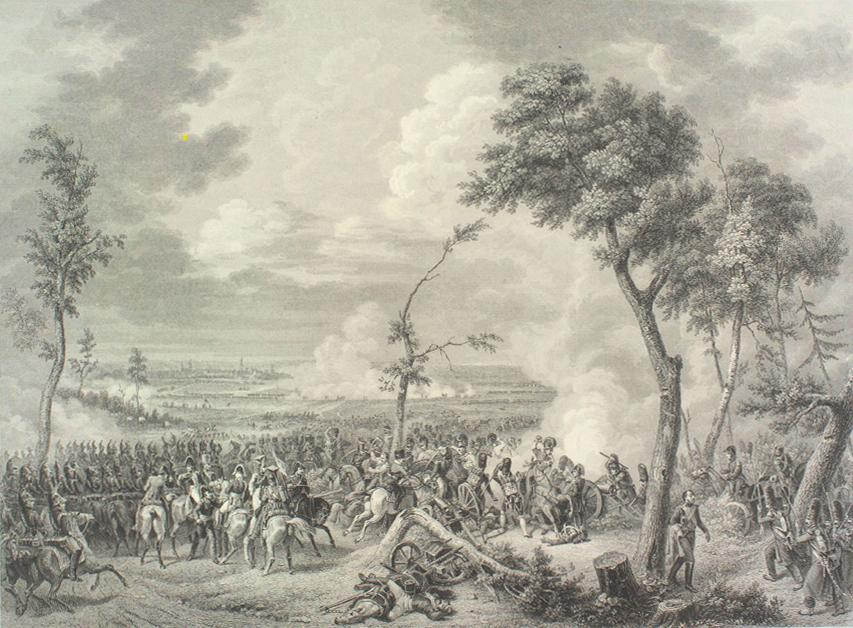
Schlacht bei Hanau

Der Bezirk ist nach dem General Guillaume de Lamboy aus den Spanischen Niederlanden (heute: Belgien) benannt, der im Dreißigjährigen Krieg 1636 die Festung Hanau belagerte. Die Belagerung wurde durch ein hessisch-schwedisches Entsatzheer unter Landgraf Wilhelm V. von Hessen-Kassel (1627–1637) beendet, der mit einer Tochter des Grafen Philipp Ludwig II. von Hanau-Münzenberg, Amalie Elisabeth, verheiratet war. In Erinnerung an das Ende der Belagerung wurden jährlich Dankgottesdienste abgehalten, aus denen sich ab 1800 das Lamboyfest entwickelte, das zum Teil in dem damals noch bewaldeten Bereich gefeiert wurde, den heute das „Lamboyviertel“ einnimmt, seit einigen Jahren aber in der historischen Altstadt von Hanau um das Goldschmiedehaus. Auf dem Gebiet des heutigen Lamboyviertels fand am 30./31. Oktober 1813 ein Teil der Schlacht bei Hanau statt, Napoleons letztem Sieg.
Ab den 1890er Jahren, zur Zeit des wilhelminischen Kaiserreichs, wurden im Osten der Stadt großzügige Kasernenanlagen für Ulanen- und Eisenbahnregimenter gebaut, die von Berlin nach Hanau verlegt wurden: Ulanenkaserne (Francois-Kaserne), Eisenbahnregiment-Kaserne Nr. 2 (Hutier-Kaserne) und 3 (Hessen-Homburg-Kaserne) sowie der Yorckhof (für verheiratete Offiziere) mit insgesamt 145 Hochbauten. Entlang der Lamboystraße entstanden Wohnhäuser für Offiziere und Handwerk, 1912 die Gebeschusschule, benannt nach Oberbürgermeister Dr. Eugen Gebeschus, der die Entwicklung des Geländes bis 1916 entscheidend vorantrieb. Die städtebaulich intakte Gründerzeitbebauung entlang der Lamboystraße prägt das Gebiet heute noch.
Im Zweiten Weltkrieg war das Lamboy-Viertel aufgrund der militärischen Anlagen und des am Nordrand des Stadtteils gelegenen Oberbau-Materiallagers der Reichsbahn Angriffsziel von Luftangriffen der Alliierten, so z. B. am 25. September 1944, als auch hier zahlreiche Menschen ums Leben kamen.
Mit dem Ende des Zweiten Weltkriegs richteten die US-Streitkräfte in den Kasernen des Lamboyviertels eines der größten hessischen Lager für Displaced Persons ein.
Nach der Räumung des DP-Lagers zum 30. November 1950 wurden die Kasernen von der US-Armee für militärische Zwecke um- und ausgebaut. Die starke Präsenz des Militärs prägte fortan den Stadtteil, und in den fünfziger und sechziger Jahren galt das Viertel auf Grund seiner Musik-Clubs und Bars als wildes Ausgehviertel und genoss den Ruf eines „hessischen St. Pauli“. Seine stark amerikanisch beeinflusste Musikszene war weit über die Grenzen Hanaus bekannt und zog Nachtschwärmer, Musiker und Musikliebhaber aus ganz Hessen an. Daraus resultierte aber auch eine problematische Sozialstruktur, eine zeitweise hohe Arbeitslosenquote und ein hoher Anteil an Sozialhilfeempfängern.
Durch die Bebauung rund um den „Tümpelgarten“, einem Kleinbiotop für Flora und Fauna, nach dem Zweiten Weltkrieg entwickelte sich ein großes Wohngebiet mit gemischter Bebauungsstruktur (Zeilenbebauung, Doppelhausstruktur und Punkthochhäuser).

### Konversion

#### Erste Phase
Nach dem Abzug von US-Streitkräften in den Jahren 1991 und 2008 wurden im Rahmen der Konversion ehemalige Kasernengebäude im Stadtteil städtebaulich anspruchsvoll renoviert. Die Stadt Hanau wurde 1997 in das Landesprogramm „Einfache Stadterneuerung“ aufgenommen. Im Hanauer Stadtteil Lamboy-Nord wurde die „Soziale Stadterneuerung“ als Modellprojekt des Landes Hessens gefördert. 1999 folgte die Aufnahme in das damals neu geschaffene entsprechende Bund-Länder-Programm „Soziale Stadt“ für Stadtteile mit besonderem Entwicklungsbedarf. Damit wurden die Wohn- und Lebensverhältnisse in Lamboy-Nord nachhaltig verbessert, was in vielen Fällen gemeinsam mit den Betroffenen geschah.

#### Zweite Phase
Mit der Zweiten Hessischen Landesgartenschau 2002 erfuhr der Stadtteil seinen zweiten großen Entwicklungsschub. Die „Francoisgärten“ dienten als Eingangsbereich für die Landesgartenschau. Hier entstand ein völlig neues Wohnviertel mit rund 155 Reihenhäusern und Doppelhaushälften sowie 60 Eigentumswohnungen und einer Grünanlage mit Spielplatz und Wasserachse. Einige weitere Grün- und Freiflächen bis zu den Kinzigauen wurden darin integriert.

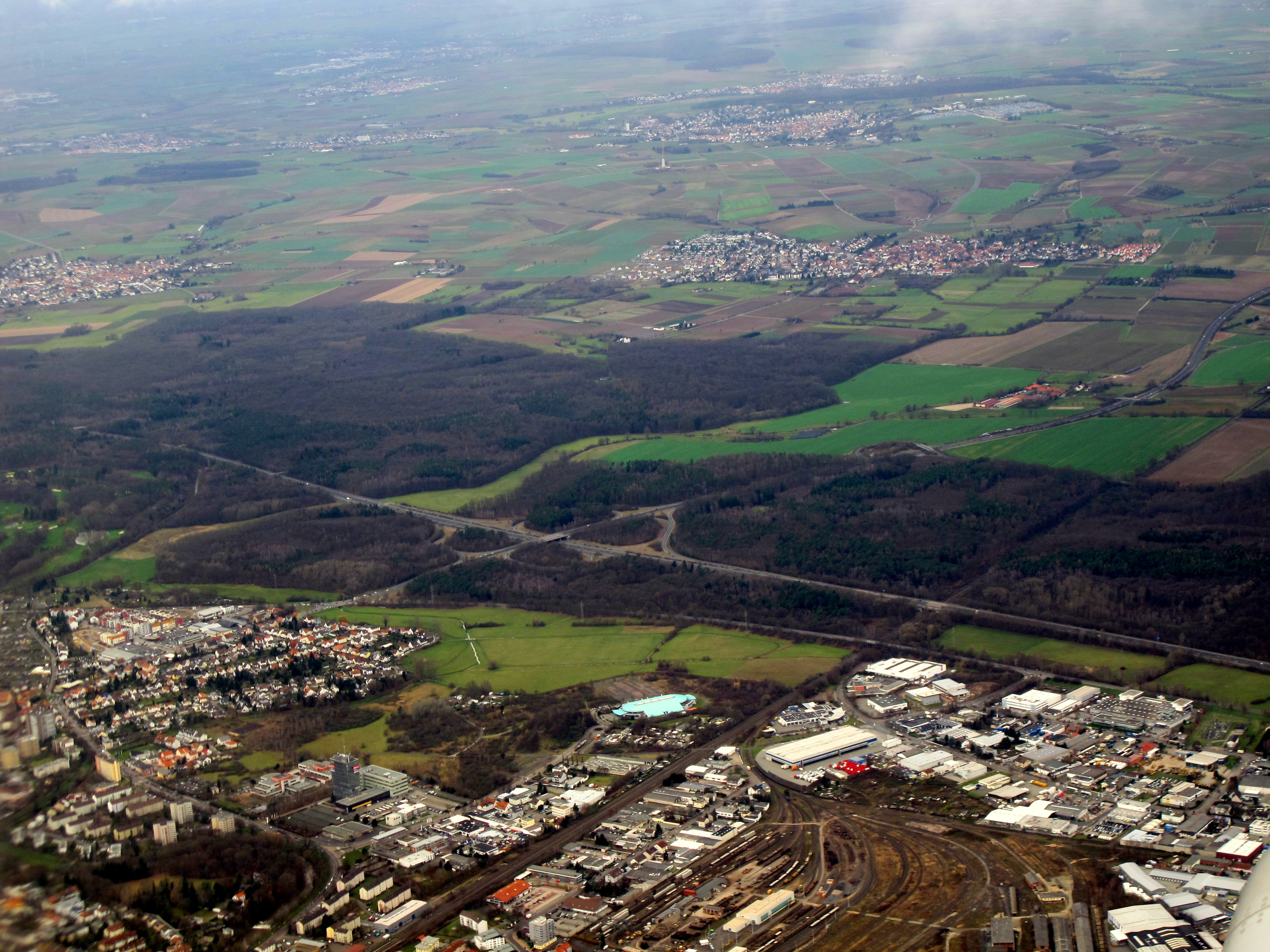
Nordrand des Lamboyviertels: Vorne rechts die Anlagen des ehemaligen Gleisbauhofes der Deutschen Bahn

Die Konversionsflächen wurden damit neuen zivilen Nutzungen zugeführt:
- Ein neues Schulzentrum, das staatliche Schulamt und das technische Rathaus mit zahlreichen Abteilungen der Stadtverwaltung wurde hier eingerichtet.
- Auf dem Areal der früheren Francois-Kaserne beherbergen einst militärisch genutzte Gebäude mit Backsteinfassaden heute Dienstleister, Anwaltskanzleien, Gastronomie, die Volkshochschule Hanau, eine Außenstelle der Tümpelgartenschule, eine Filiale der Sparkasse Hanau und eine Kindertagesstätte.
- Das Gewerbegebiet Hanau-Nord mit Unternehmen aus Dienstleistung und Handel, wie etwa IKEA[7] sowie das international tätige Medienproduktionszentrum AEON, das über eine 1000 Quadratmeter große Studiohalle mit modernster technischer Ausstattung verfügt.[8]
- In einer zweiten Konversionswelle wurden ab 2010 weitere ehemalige Militärgebäude saniert und in attraktive Wohnungen umgestaltet, die großen Zuspruch finden.
- Seit einigen Jahren entsteht auf dem Gelände der ehemaligen Hutier-Kaserne und nördlich davon ein neues Gewerbegebiet Am Lamboywald.[9]
- Das Gelände des ehemaligen Gleisbauhofs der Deutschen Bahn wurde ab 2010 durch das Fachmarktzentrum Kinzigbogen mit 29.000 Quadratmetern Verkaufsfläche und einem angeschlossenen Wohngebiet mit 146 Eigenheimen der Deutschen Reihenhaus bebaut.[10]

#### Dritte Phase
Mit dem endgültigen Abzug der US-Armee aus Hanau Ende 2008 und der Konversion der verbliebenen Militärflächen erlebte der Stadtteil Lamboy seinen dritten großen Entwicklungsschub: Auf dem Gelände der Hutier-Kaserne an der Lamboystraße wurde die neue Hauptfeuerwache der Stadt Hanau für 23 Millionen Euro errichtet und im August 2011 eingeweiht. Bis Ende 2013 entstand hier ein „Gefahrenabwehrzentrum“. Dafür wurden neben der Feuerwache zwei weitere Gebäude erbaut. Neben der hauptamtlichen und der Freiwilligen Feuerwehr Hanau befinden sich nun auf dem ehemaligen Kasernengelände auch das Deutsche Rot Kreuz (DRK), die  Deutsche Lebens-Rettungs-Gesellschaft (DLRG) Ortsgruppe Hanau und Bezirk Main-Kinzig und die Johanniter-Unfall-Hilfe e. V. (JUH).
In der Nachbarschaft hat sich auf dem ehemaligen Hutier-Gelände das Unternehmen R+S Solutions (Schwerpunkt Gebäudetechnik) mit 260 Arbeitsplätzen angesiedelt. R+S hat mittlerweile alle denkmalgeschützten Gebäude des Ensembles gekauft. Im Zuge der Konversion der ehemaligen Militärliegenschaften haben eine ganze Reihe weiterer Unternehmen beschlossen, im Stadtteil Lamboy zu investieren und am Aufschwung des Viertels teilzuhaben, so ein Gartencenter mit 20.000 Quadratmeter Verkaufs- und Ausstellungsfläche und ein Autohaus. Die acht großen Mehrfamilienhäuser des ehemaligen „Cardwell Village Family Housing“ der US-Streitkräfte mit 96 Wohneinheiten wurden saniert mit Balkonen und teilweise auch Gärten und Garagen versehen und 2010 vermarktet. Die ehemalige Yorckhof-Kaserne, die einst der US-Armee als Verwaltungshauptsitz diente, wurde ebenfalls saniert, in 82 hochwertige Eigentumswohnungen umgebaut und auf dem ehemaligen Parkplatz gegenüber entstanden elf Reihenhäuser. Konvertiert wurde 2010 auch das seit 15 Jahren brach liegende ehemalige Gelände der Hessischen Bereitschaftspolizei mit 47 Reihenhäusern und einem neuen Nahversorgungszentrum.

## Infrastruktur

### Verkehr
Am westlichen Rand des Lamboyviertels liegt der Bahnhof Hanau Nord an der Bahnstrecke Friedberg–Hanau. Bis in die Zwischenkriegszeit fuhr von dort auch die Hanauer Kleinbahn nach Langenselbold und Hüttengesäß ab, deren Strecke am Südrand des Stadtteils entlangführte.
Autobahnanschlüsse: A 66 (Frankfurt–Fulda) und A 45 (Dortmund–Aschaffenburg).

### Religionen
- Evangelische Kreuzkirche
- Römisch-katholische Kirche Heilig Geist
- Verband Islamischer Kulturzentren

### Nachbarschaftshaus
Das Nachbarschaftshaus Lamboy-Tümpelgarten ist seit 1983 Begegnungsstätte des Stadtteils. Eine anfangs wenig ausgeprägte Struktur des Angebots wurde seit 2001 durch eines ersetzt, das darauf setzt, Beziehungen zwischen den verschiedenen Gruppierungen im Quartier herzustellen und wohnortnahe Angebote für Familien, Kinder, Jugendliche und ältere Menschen zu etablieren. Es werden hier unter anderem ein Stadtteilcafé, Hausaufgabenhilfe, ein Jugendtreff, Frauen-, Mädchen- und Jungengruppen, ein Medienprojekt, Deutschkurse, eine Kreativwerkstatt, Englisch- und Französischtreffs angeboten. Rund 10.000 Nutzer nehmen diese Angebote wahr.

### Ehemaliges Offizierscasino
Das ehemalige Offizierskasino des 3. Regiments der Militäreisenbahner, welches 1908 im Jugendstil errichtet wurde, dient heute nach verschiedenen Nutzungen (US-Club, Bereitschaftspolizei, Nebenstelle des Amtsgerichtes, Irish-Pub) dem Behindertenwerk Main-Kinzig als Brockenhaus.

### Vereine
In der Nähe des Nachbarschaftshauses ist der Verein „Hanauer Aquarien- und Terrarienfreunde e. V.“ beheimatet. Zum Vereinsgelände gehören ein Terrariumsgebäude, ein Ausstellungsbereich sowie ein großzügiges, zugängliches Freigelände (der „Tümpelgarten“) mit angeschlossener Gastronomie.
Die Traditionssportvereine Turngemeinde Hanau (TGH) und der Turn- und Sportverein 1860 Hanau (TSV) bieten mit ihren zahlreichen Sportabteilungen ein vielfältiges Sport- und Freizeitangebot für den Stadtteil an. Die Sektion Hanau des Deutschen Alpenvereins betreibt in der Sporthalle der ehemaligen Hessen-Homburg-Kaserne ein Kletterzentrum.
Im Bereich des Naherholungsgebietes an der Kinzig liegt die Kleingartenanlage „Alte May“. In unmittelbarer Nachbarschaft befindet sich das „Licht- und Luftbad“ an einem Seitenarm der Kinzig. Ein Verein bewirtschaftet dieses Freizeitgelände und betreibt eine kleine Gastronomie. In diesem Bereich ansässig ist auch ein Kaninchenzuchtverein.